# Light Up the World
«Light Up The World» es una canción interpretada por el elenco de la serie de televisión estadounidense Glee, escogida de su octavo álbum, Glee: The Music, Volume 6. La canción fue escrita por los productores musicales de la serie Adam Anders, Max Martin, Peer Åström, Savan Kotecha, y Johan Schuster. Anders y Martin produjeron la canción.

## Posicionamiento
| Listas (2011)                         | Posiciones |
| ------------------------------------- | ---------- |
| Australia (ARIA)                      | 78         |
| Canadá (Canadian Hot 100)             | 26         |
| Francia (FRA)                         | 188        |
| Irlanda (IRMA)                        | 46         |
| Reino Unido (Official Charts Company) | 48         |
| Estados Unidos (Billboard Hot 100)    | 33         |